# Île Drygalski
Pour les articles homonymes, voir Drygalski.
L'île Drygalski est une île de l’océan Austral. Elle est située à 85 kilomètres au nord de la côte du Territoire Antarctique australien et à 65 kilomètres au nord-nord-est du cap Filchner. Recouverte d’une calotte glaciaire, elle est longue d'environ dix-huit kilomètres.
Elle a été découverte en novembre 1912 par le « groupe de la base ouest » de l'expédition antarctique australasienne, puis observée plus attentivement par l'équipage de l'Aurora lors de son voyage de retour, en janvier 1914.
L'île a été nommée ainsi en l'honneur du professeur Erich von Drygalski, qui aurait signalé son existence de l'île pour la première fois au cours de l'expédition Gauss, en 1901-1903.